# Olympische Sommerspiele 2008/Leichtathletik – Diskuswurf (Männer)

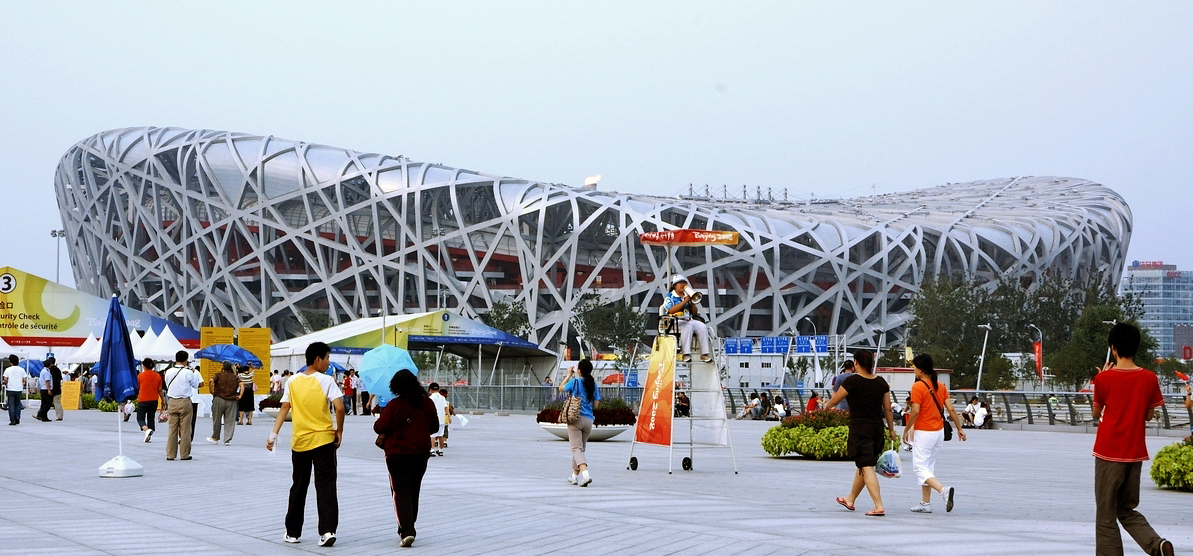
Das Vogelnest – Olympiastadion von Peking

Der Diskuswurf bei den Olympischen Spielen 2008 in Peking wurde am 16. und 19. August 2008 ausgetragen. 37 Athleten nahmen daran teil.
Olympiasieger wurde der Este Gerd Kanter. Die Silbermedaille gewann der Pole Piotr Małachowski. Bronze ging an Virgilijus Alekna aus Litauen.

## Aktuelle Titelträger
| Olympiasieger 2004                      | Virgilijus Alekna ( Litauen)   | 69,89 m | Athen 2004          |
| Weltmeister 2007                        | Gerd Kanter ( Estland)         | 68,94 m | Ōsaka 2007          |
| Europameister 2006                      | Virgilijus Alekna ( Litauen)   | 68,67 m | Göteborg 2006       |
| Panamerikanischer Meister 2007          | Michael Robertson ( USA)       | 59,24 m | Rio de Janeiro 2007 |
| Zentralamerika und Karibik-Meister 2008 | Jorge Fernández ( Kuba)        | 58,60 m | Cali 2008           |
| Südamerika-Meister 2007                 | Germán Lauro ( Argentinien)    | 57,12 m | São Paulo 2007      |
| Asienmeister 2007                       | Ehsan Hadadi ( Iran)           | 65,38 m | Amman 2007          |
| Afrikameister 2008                      | Hannes Hopley ( Südafrika)     | 56,98 m | Addis Abeba 2008    |
| Ozeanienmeister 2008                    | Daniel Kilama ( Neukaledonien) | 48,06 m | Saipan 2008         |

## Bestehende Rekorde
| Weltrekord         | 74,08 m | Jürgen Schult ( DDR)         | Neubrandenburg, Deutschland   | 25. August 1991 |
| Olympischer Rekord | 69,89 m | Virgilijus Alekna ( Litauen) | Finale OS Athen, Griechenland | 23. August 2004 |

Der bestehende olympische Rekord wurde bei diesen Spielen nicht erreicht. Der weiteste Wurf gelang dem estnischen Olympiasieger Gerd Kanter in seinem vierten Versuch im Finale am 19. August auf 68,82 m. Damit blieb er 1,07 m unter dem Olympia- und 5,26 m unter dem Weltrekord.

## Legende
Kurze Übersicht zur Bedeutung der Symbolik – so üblicherweise auch in sonstigen Veröffentlichungen verwendet:
| – | verzichtet |
| x | ungültig   |

## Qualifikation
Die Qualifikation wurde in zwei Gruppen durchgeführt. Sechs Teilnehmer (hellblau unterlegt) übertrafen die direkte Finalqualifikationsweite von 64,50 m. Damit war die Mindestanzahl von zwölf Finalteilnehmern nicht erreicht. So wurde das Finalfeld mit sechs weiteren Wettbewerbern (hellgrün unterlegt) aus beiden Gruppen nach den nächstbesten Weiten aufgefüllt und für die Teilnahme am Finale waren schließlich 62,48 m zu erbringen.

### Gruppe A
16. August 2008, 10:40 Uhr
| Platz | Name                      | Nation        | 1. Versuch | 2. Versuch | 3. Versuch | Weite   |
| ----- | ------------------------- | ------------- | ---------- | ---------- | ---------- | ------- |
| 1     | Piotr Małachowski         | Polen         | 65,94 m    | –          | –          | 65,94 m |
| 2     | Virgilijus Alekna         | Litauen       | 65,84 m    | –          | –          | 65,84 m |
| 3     | Bogdan Pischtschalnikow   | Russland      | 62,68 m    | 63,98 m    | 64,60 m    | 64,60 m |
| 4     | Mario Pestano             | Spanien       | 64,62 m    | 61,16 m    | x          | 64,62 m |
| 5     | Robert Harting            | Deutschland   | 64,19 m    | x          | x          | 64,19 m |
| 6     | Aleksander Tammert        | Estland       | 57,79 m    | 61,57 m    | 63,10 m    | 63,10 m |
| 7     | Róbert Fazekas            | Ungarn        | x          | 61,61 m    | 62,64 m    |         |
| 8     | Gábor Máté                | Ungarn        | x          | 55,15 m    | 62,44 m    | 62,44 m |
| 9     | Dzmitry Sivakou           | Belarus       | 59,64 m    | x          | 61,75 m    | 61,75 m |
| 10    | Michael Robertson         | USA           | 60,97 m    | 61,64 m    | x          | 61,64 m |
| 11    | Casey Malone              | USA           | 59,48 m    | x          | 61,26 m    | 61,26 m |
| 12    | Omar Ahmed el-Ghazaly     | Ägypten       | 59,71 m    | 59,95 m    | 60,24 m    | 61,26 m |
| 13    | Oleksij Semenow           | Ukraine       | 57,84 m    | 60,18 m    | 59,41 m    | 60,18 m |
| 14    | Abbas Samimi              | Iran          | 58,01 m    | 59,92 m    | 58,85 m    | 59,92 m |
| 15    | Jorge Fernández           | Kuba          | x          | 59,60 m    | 59,58 m    | 59,60 m |
| 16    | Jan Marcell               | Tschechien    | 59,52 m    | x          | 56,31 m    | 59,52 m |
| 17    | Benn Harradine            | Australien    | 58,55 m    | 57,50 m    | 57,91 m    | 58,55 m |
| 18    | Sultan Mubarak al-Dawoodi | Saudi-Arabien | 56,29 m    | 55,54 m    | 56,24 m    | 56,29 m |
| 19    | Vadim Hranovschi          | Moldau        | 56,19 m    | x          | 55,87 m    | 56,19 m |

### Gruppe B

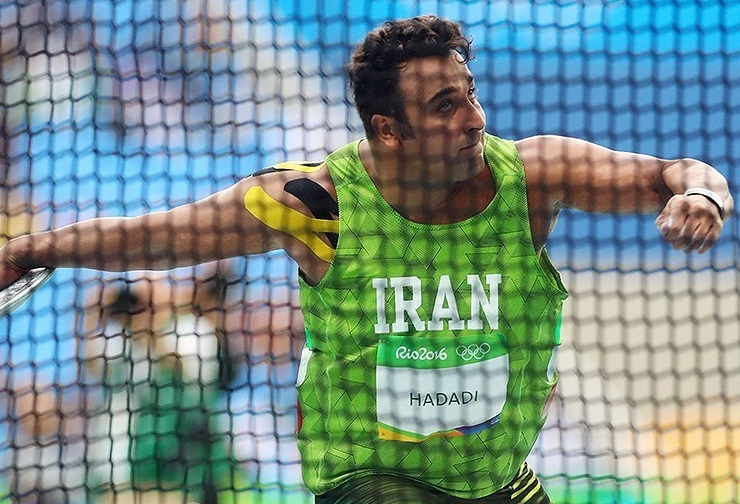
Ehsan Hadadi – ausgeschieden mit 61,34 m
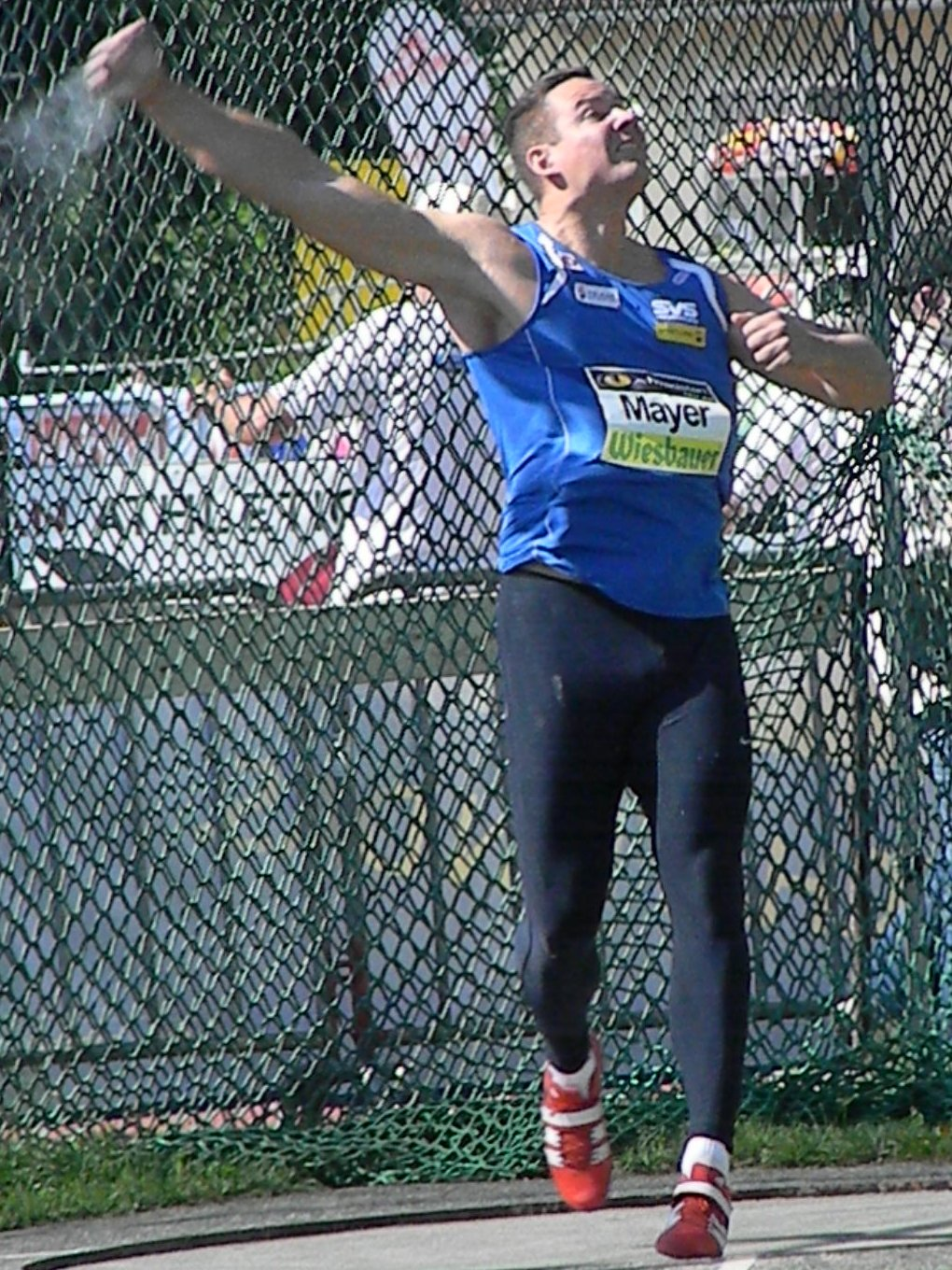
Gerhard Mayer – ausgeschieden mit 61,32 m

16. August 2008, 12:05 Uhr
| Platz | Name                   | Nation                   | 1. Versuch | 2. Versuch | 3. Versuch | Weite   |
| ----- | ---------------------- | ------------------------ | ---------- | ---------- | ---------- | ------- |
| 1     | Rutger Smith           | Niederlande              | 64,09 m    | 65,65 m    | –          | 65,65 m |
| 2     | Yennifer Frank Casañas | Spanien                  | x          | x          | 64,99 m    | 64,99 m |
| 3     | Gerd Kanter            | Estland                  | 59,65 m    | 64,66 m    | –          | 64,66 m |
| 4     | Rashid Shafi al-Dosari | Katar                    | 63,83 m    | 63,72 m    | 61,60 m    | 63,83 m |
| 5     | Frantz Kruger          | Finnland                 | x          | 58,60 m    | 62,48 m    | 62,48 m |
| 6     | Märt Israel            | Estland                  | 61,98 m    | 59,78 m    | 61,63 m    | 61,98 m |
| 7     | Ehsan Hadadi           | Iran                     | 61,08 m    | x          | 61,34 m    | 61,34 m |
| 8     | Gerhard Mayer          | Österreich               | 61,32 m    | x          | 58,13 m    | 61,32 m |
| 9     | Ercüment Olgundeniz    | Türkei                   | 58,99 m    | 60,83 m    | x          | 60,83 m |
| 10    | Zoltán Kővágó          | Ungarn                   | 60,79 m    | 59,46 m    | 60,44 m    | 60,79 m |
| 11    | Vikas Gowda            | Indien                   | 59,58 m    | x          | 60,69 m    | 60,69 m |
| 12    | Ian Waltz              | USA                      | 60,02 m    | x          | x          | 60,02 m |
| 13    | Martin Marić           | Kroatien                 | 59,25 m    | x          | 59,09 m    | 59,25 m |
| 14    | Jorge Balliengo        | Argentinien              | 58,71 m    | 58,82 m    | x          | 58,82 m |
| 15    | Niklas Arrhenius       | Schweden                 | 56,64 m    | 58,22 m    | 56,77 m    | 58,22 m |
| 16    | Hannes Kirchler        | Italien                  | x          | x          | 56,44 m    | 56,44 m |
| 17    | Haidar Abdul Shadid    | Irak                     | 54,19 m    | x          | x          | 54,19 m |
| 18    | Eric Matthias          | Britische Jungferninseln | 47,87 m    | 50,87 m    | 53,11 m    | 53,11 m |

Weitere in Qualifikationsgruppe B ausgeschiedene Diskuswerfer:

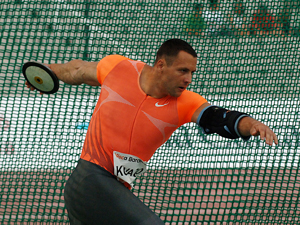
Zoltán Kővágó – 60,79 m
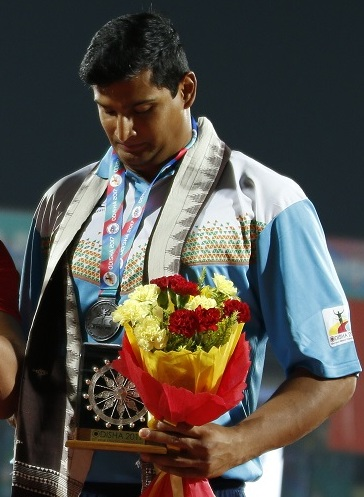
Vikas Gowda – 60,69 m
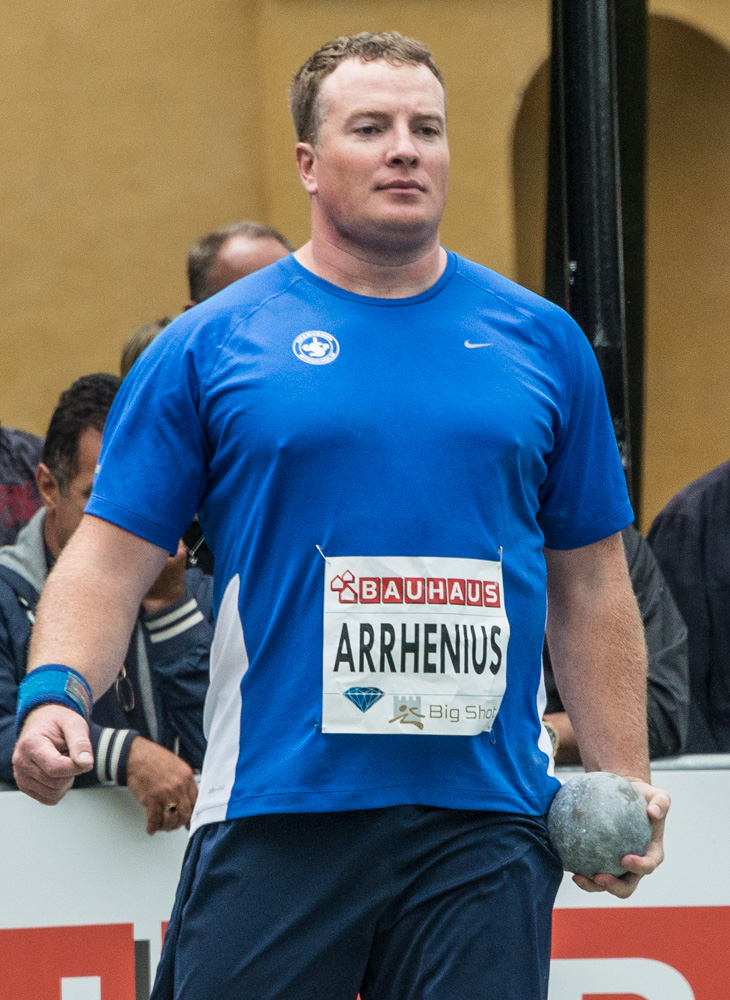
Niklas Arrhenius – 58,22 m
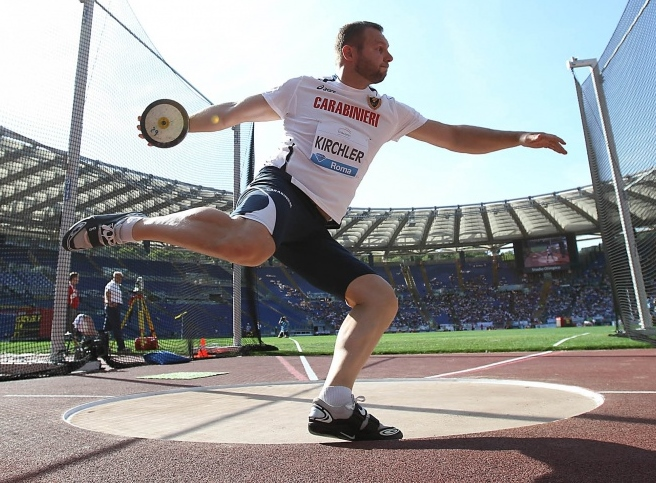
Hannes Kirchler – 56,44 m

## Finale
19. August 2008, 21:00 Uhr
| Platz | Name                    | Nation      | 1. Versuch | 2. Versuch | 3. Versuch | 4. Versuch                             | 5. Versuch                             | 6. Versuch                             | Endresultat | Anmerkung |
| ----- | ----------------------- | ----------- | ---------- | ---------- | ---------- | -------------------------------------- | -------------------------------------- | -------------------------------------- | ----------- | --------- |
| 1     | Gerd Kanter             | Estland     | 63,44 m    | 66,38 m    | 62,75 m    | 68,82 m                                | x                                      | 65,96 m                                | 68,82 m     |           |
| 2     | Piotr Małachowski       | Polen       | 66,45 m    | 67,82 m    | 66,98 m    | 63,91 m                                | 65,76 m                                | x                                      | 67,82 m     |           |
| 3     | Virgilijus Alekna       | Litauen     | x          | 65,77 m    | 64,42 m    | 67,79 m                                | x                                      | 67,18 m                                | 67,79 m     |           |
| 4     | Robert Harting          | Deutschland | 65,58 m    | 64,84 m    | 67,09 m    | x                                      | x                                      | 66,51 m                                | 67,09 m     |           |
| 5     | Yennifer Frank Casañas  | Spanien     | 59,54 m    | 62,16 m    | 64,46 m    | 64,11 m                                | 64,97 m                                | 66,49 m                                | 66,49 m     |           |
| 6     | Bogdan Pischtschalnikow | Russland    | 64,09 m    | 64,25 m    | 61,13 m    | 65,88 m                                | x                                      | x                                      | 65,88 m     | PB        |
| 7     | Rutger Smith            | Niederlande | 64,61 m    | 65,31 m    | 64,36 m    | 64,25 m                                | x                                      | 65,39 m                                | 65,39 m     |           |
| 8     | Róbert Fazekas          | Ungarn      | 62,25 m    | 63,43 m    | 62,49 m    | x                                      | x                                      | 59,34 m                                | 63,43 m     |           |
|       |                         |             |            |            |            |                                        |                                        |                                        |             |           |
| 9     | Mario Pestano           | Spanien     | 60,46 m    | 62,84 m    | 63,42 m    | nicht im Finale der besten acht Werfer | nicht im Finale der besten acht Werfer | nicht im Finale der besten acht Werfer | 63,42 m     |           |
| 10    | Rashid Shafi al-Dosari  | Katar       | 59,62 m    | x          | 62,55 m    | nicht im Finale der besten acht Werfer | nicht im Finale der besten acht Werfer | nicht im Finale der besten acht Werfer | 62,55 m     |           |
| 11    | Frantz Kruger           | Finnland    | 61,98 m    | 61,80 m    | 60,71 m    | nicht im Finale der besten acht Werfer | nicht im Finale der besten acht Werfer | nicht im Finale der besten acht Werfer | 61,98 m     |           |
| 12    | Aleksander Tammert      | Estland     | x          | 61,32 m    | 61,38 m    | nicht im Finale der besten acht Werfer | nicht im Finale der besten acht Werfer | nicht im Finale der besten acht Werfer | 61,38 m     |           |

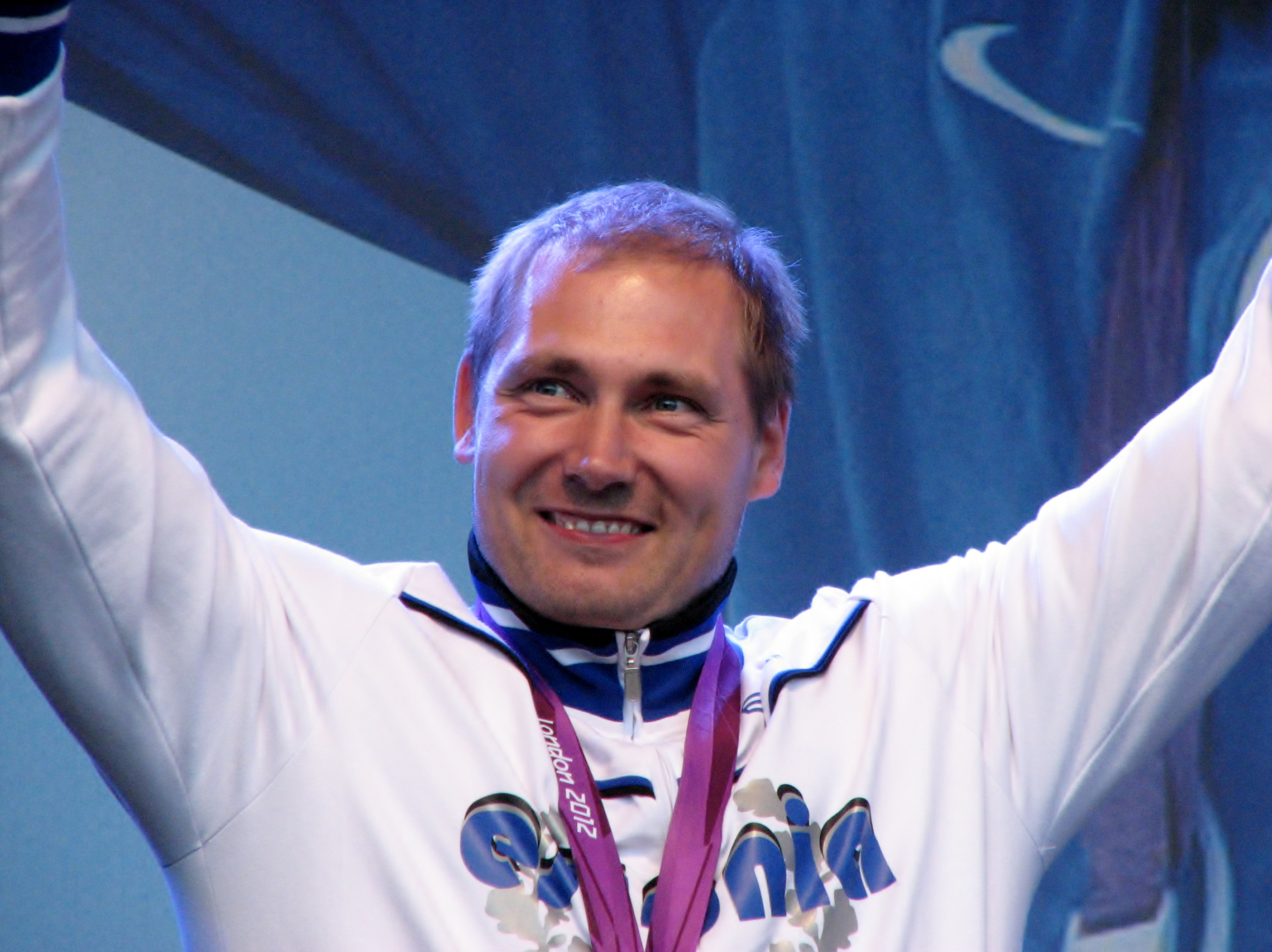
Der amtierende Weltmeister Gerd Kanter
wurde nun auch Olympiasieger

Für das Finale hatten sich zwölf Athleten qualifiziert, sechs von ihnen über die Qualifikationsweite, weitere sechs über ihre Platzierungen. Vertreten waren jeweils zwei Esten und Spanier sowie je ein Teilnehmer aus Deutschland, Finnland, Litauen, Katar, den Niederlanden, Polen, Russland und Ungarn.
Zwei Diskuswerfer hatten die großen internationalen Titel der letzten Jahre gewonnen. Virgilijus Alekna aus Litauen war Olympiasieger von 2004, Weltmeister von 2005 und Europameister von 2006. Bei den Weltmeisterschaften 2007 hatte der Este Gerd Kanter triumphiert, während Alekna sich mit dem vierten Platz hatte begnügen müssen. Weitere Medaillenkandidaten waren der deutsche Vizeweltmeister von 2007 Robert Harting, der niederländische WM-Dritte des Vorjahres Rutger Smith sowie der zweite Este Aleksander Tammert als Olympiadritter von 2004, WM-Vierter von 2005 und EM-Dritter von 2006.
Im Finale übernahm zunächst der Pole Piotr Małachowski mit 66,45 m die Führung. Er hatte bereits in der Qualifikation die größte Weite aller Teilnehmer erzielt. Harting war mit 65,48 m Zweiter vor Smith (64,61 m) und dem Russen Bogdan Pischtschalnikow (64,09 m). Der zweite Durchgang veränderte die Rangfolge erheblich. Malachowski verbesserte sich auf 67,82 m und festigte damit seine Spitzenposition. Kanter gelangen 66,38 m, was ihn auf den zweiten Platz brachte. Auch Alekna zog mit 65,77 m an Harting vorbei auf Rang drei. Smith warf 65,31 m, das bedeutete Platz fünf. In der dritten Runde konterte Harting mit 67,09 m und war damit hinter Malachowski Zweiter vor Kanter, Alekna und Smith.
In Runde vier, der ersten des Finales der besten acht Werfer, übernahm Kanter mit 68,82 m die Führung. Alekna kam mit 67,79 m bis auf drei Zentimeter an den zweitplatzierten Malachowski heran und zog damit wieder vorbei an Harting. Pischtschalnikow erzielte 65,88 m und verdrängte Smith auf Rang sechs. Der vorletzte Durchgang brachte keine Veränderungen. Bezüglich der Medaillenränge blieb auch in der letzten Versuchsreihe alles so bestehen wie bereits nach Durchgang vier. Der Spanier Yennifer Frank Casañas konnte sich als einziger Teilnehmer noch einmal steigern. Mit 66,49 m brachte ihm das den fünften Rang.
Weltmeister Gerd Kanter wurde somit Olympiasieger vor Piotr Małachowski und dem Olympiasieger von 2000 und 2004 Virgilijus Alekna. Robert Harting belegte den vierten Platz vor Yennifer Frank Casañas. Sechster und Siebter wurden in dieser Reihenfolge Bogdan Pischtschalnikow und Rutger Smith, der damit seinen siebten Platz aus dem Kugelstoßen drei Tage zuvor wiederholte.
Gerd Kanter war der erste Goldmedaillengewinner für Estland im Diskuswurf.

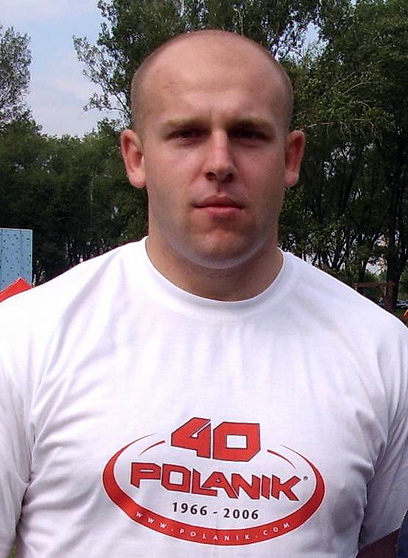
Silbermedaillengewinner Piotr Malachowski
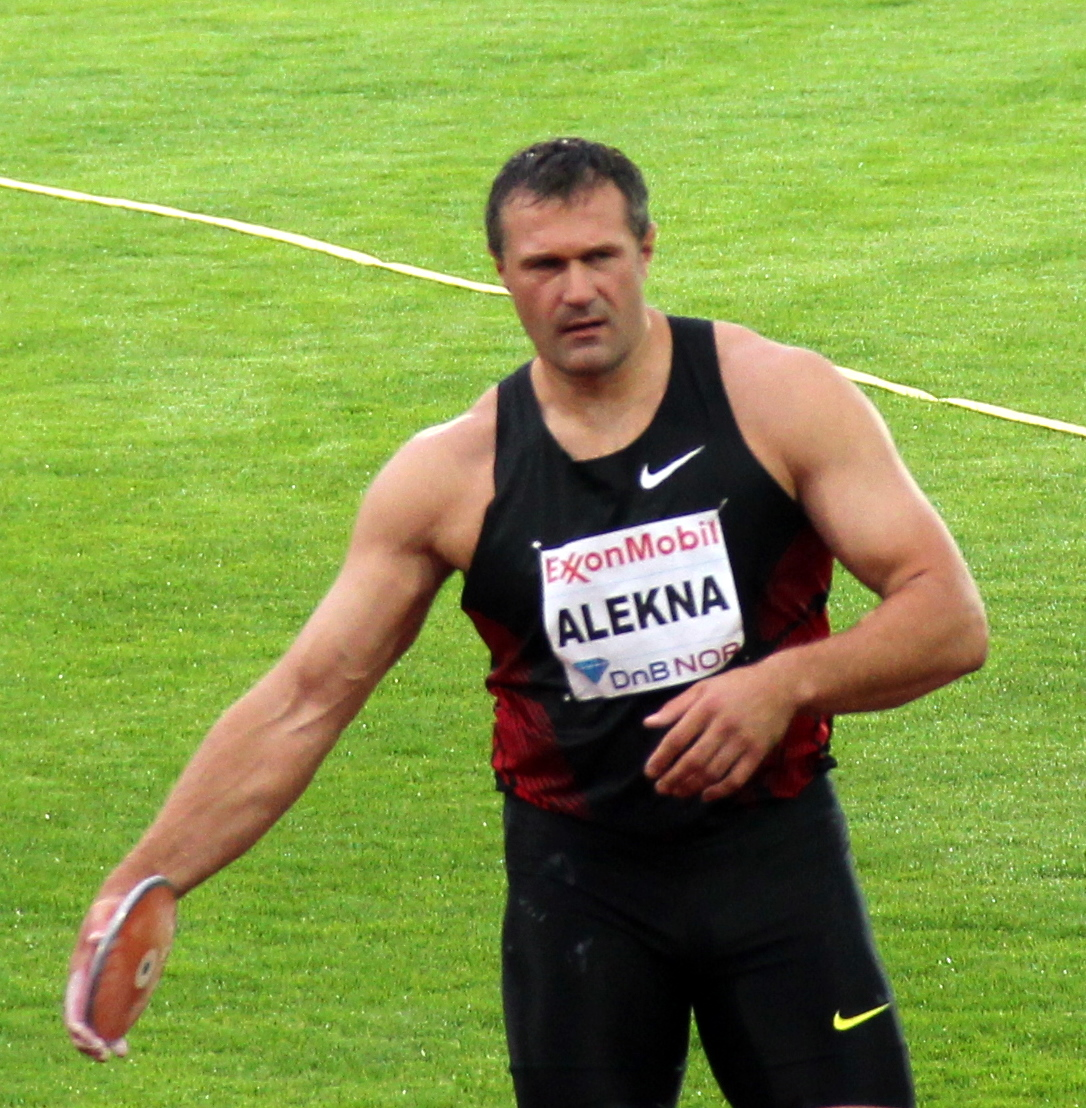
Virgilijus Alekna gewann Bronze
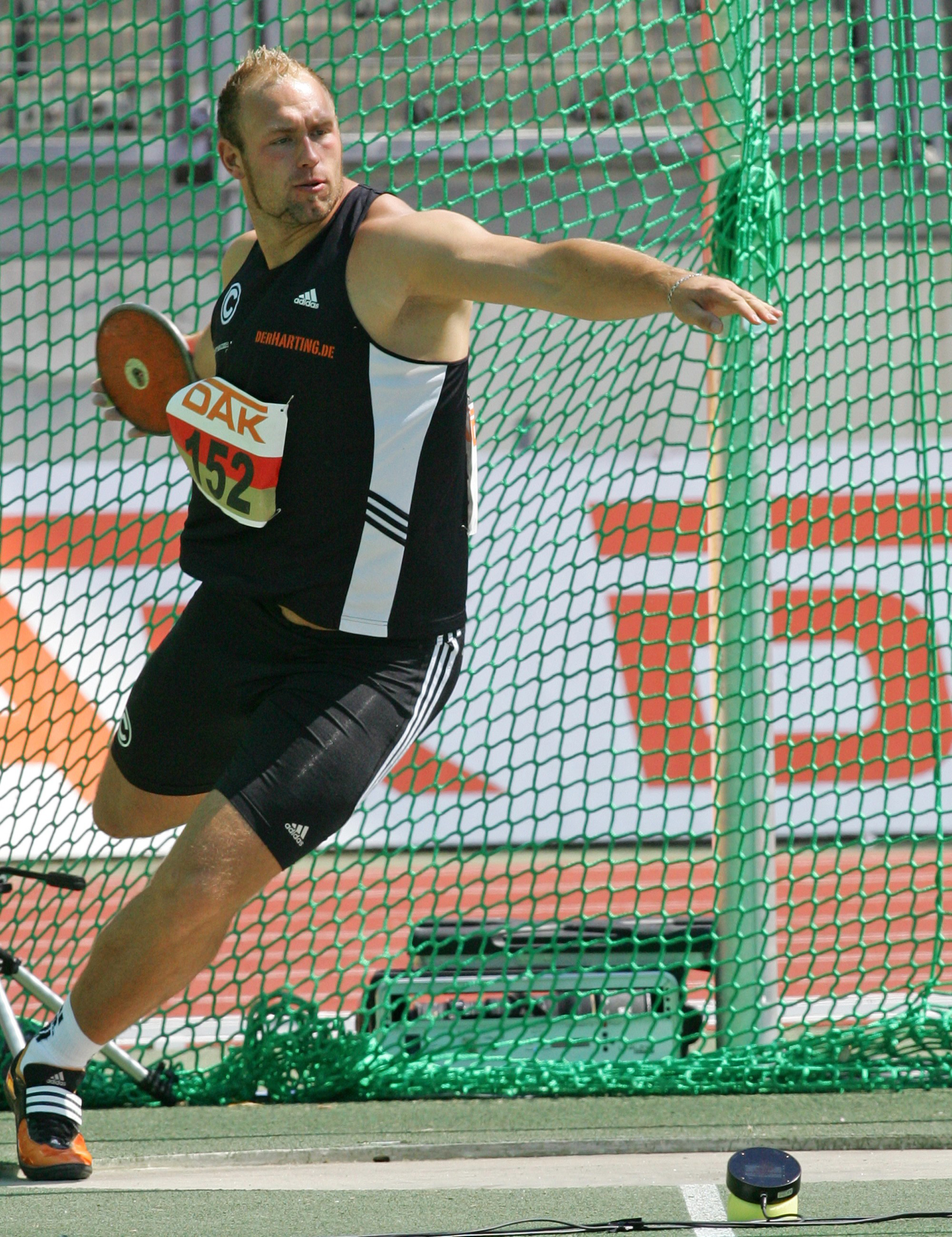
Robert Harting belegte Rang vier
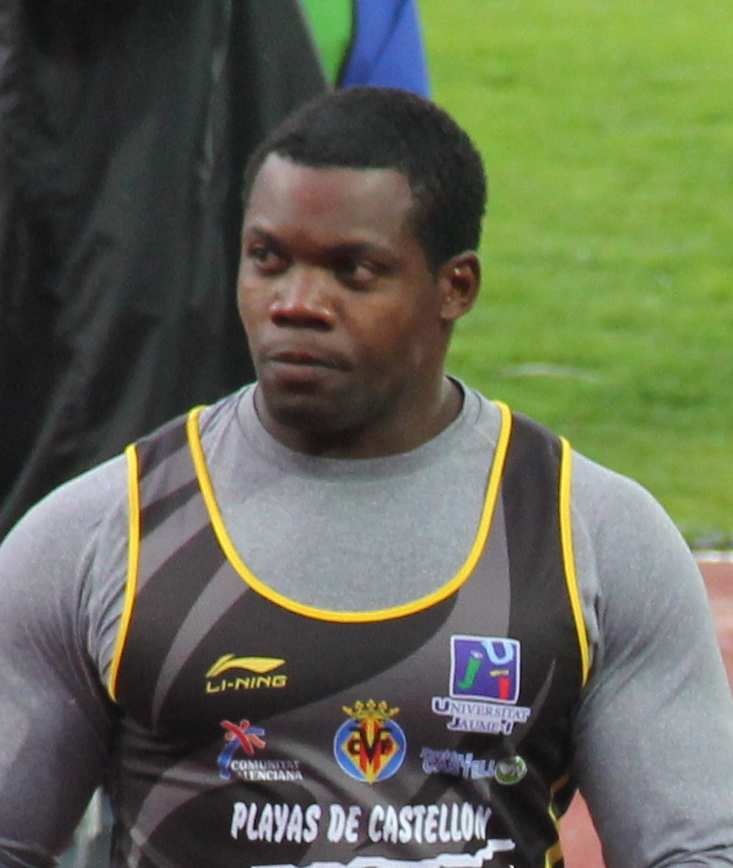
Der Olympiafünfte Yennifer Frank Casañas
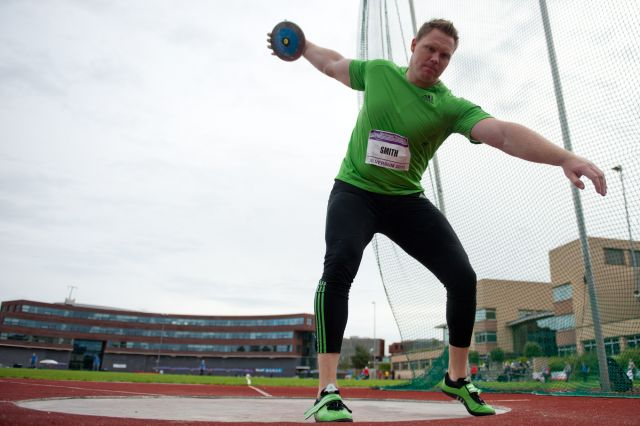
Rutger Smith – Siebter im Kugelstoßen und Siebter im Diskuswurf
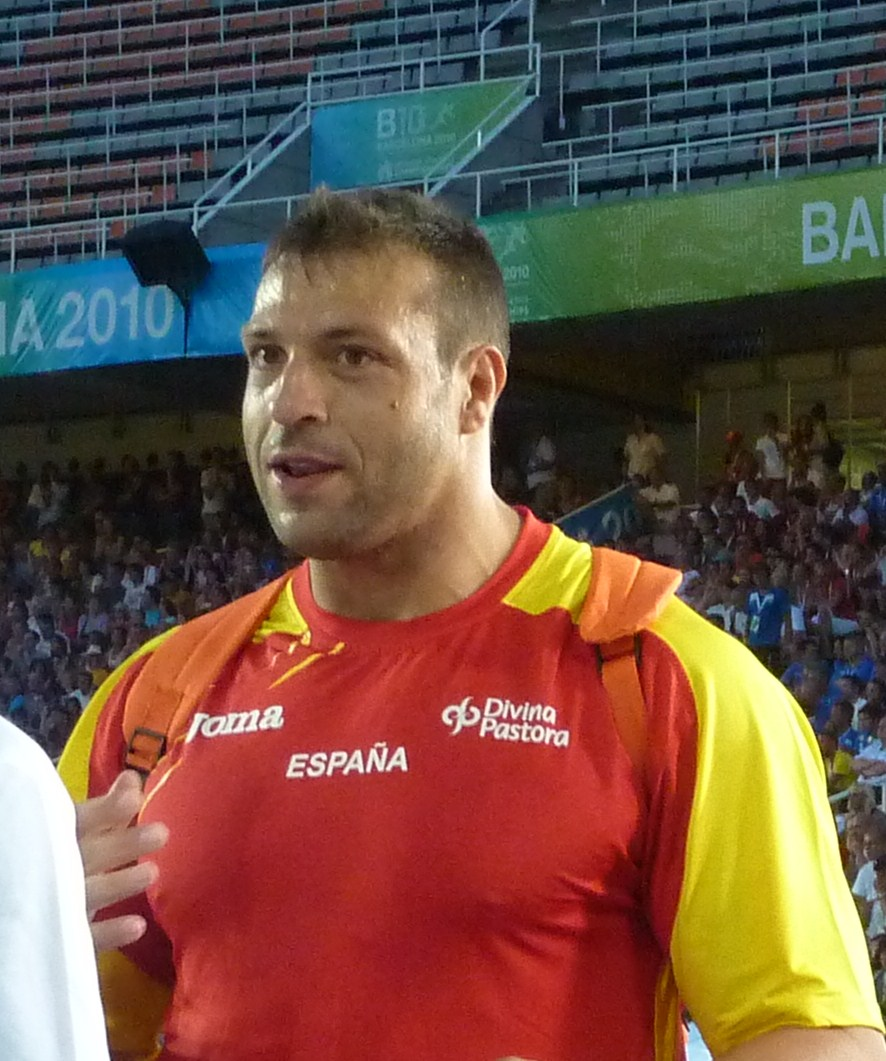
Rang neun für Mario Pestano
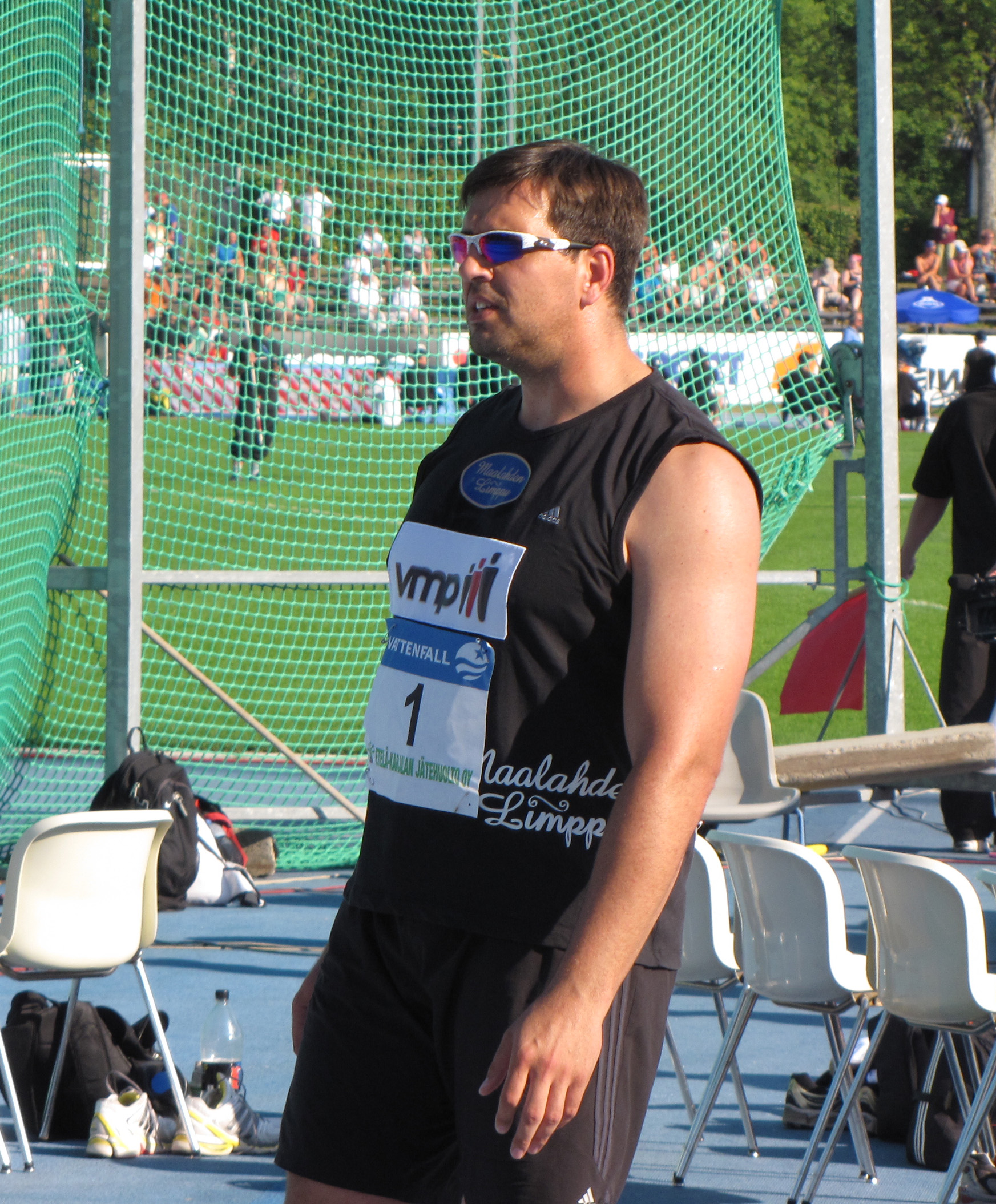
Der jetzt für Finnland startende aus Südafrika stammende Frantz Kruger kam auf den elften Platz
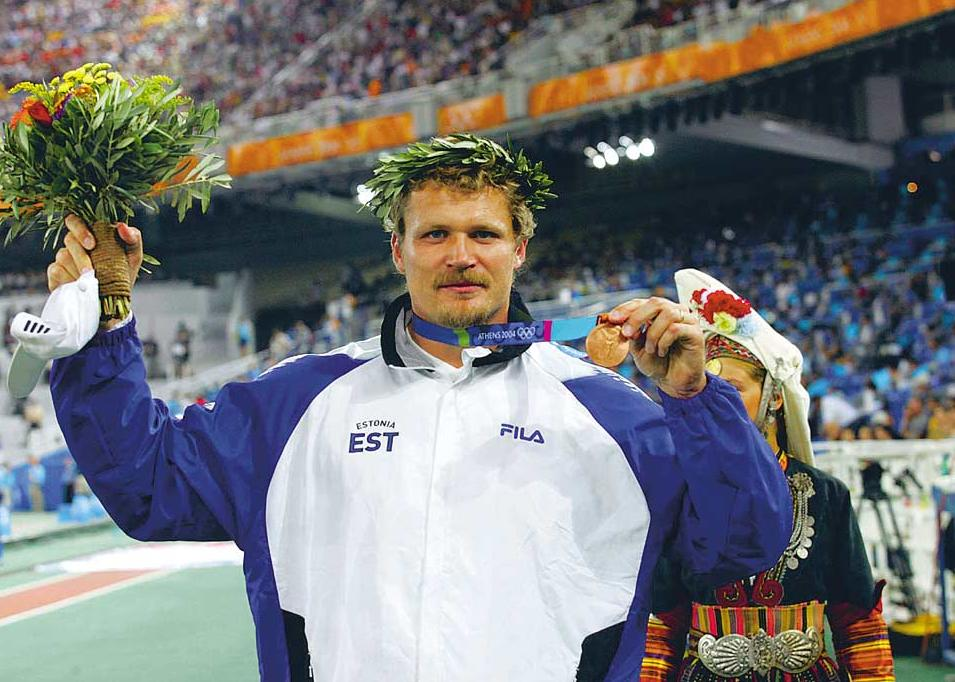
Aleksander Tammert wurde Olympiazwölfter

## Video
- Athletics - Men’s Discus Final - Beijing 2008 Summer Olympic Games, youtube.com, abgerufen am 10. März 2022